# Jaime Bleda
Jayme Bleda (ou Jaime), né à Algemesi (royaume de Valence) en 1550 et mort à Valence en 1624, était un prêtre religieux dominicain connu notamment pour son engagement dans l'expulsion des morisques d'Espagne.
La plupart des informations sur la vie de Jaime Bleda sont tirées de son ouvrage Coronica de los moros de España (1618), réédité en 2001 .

## Biographie

### Prêtre et dominicain au contact des morisques
Né à Algemesi, au sud de Valence, Jaime Bleda fait ses études à l'université de Salamanque, puis, de retour dans son pays natal, entre dans l'entourage de l'archevêque de Valence Juan de Ribera. Il a le grade d'acolyte quand il obtient, en 1585, la charge de bénéficier de la paroisse de Corbera, village de peuplement morisque, proche de son lieu de naissance. Le comportement des morisques le conduit, dit-il, à devenir un fervent partisan de leur expulsion, mesure qui, à la fin du règne de Philippe II, est envisagée par certains hommes d'Église dont Ribera lui-même.
En 1586, Jaime Bleda est ordonné prêtre puis entre au couvent des dominicains de Valence. Durant son noviciat, il a traduit en latin le procès de béatification de Luis Beltran, connu pour son travail de missionnaire en Amérique espagnole, et mort en réputation de sainteté au couvent de Valence en 1581.
En 1590, le P. Bleda quitte le couvent de Valence pour fonder un couvent de dominicains à Algemesi. L'année suivante il effectue son premier voyage à Rome. À son retour, il devient recteur (équivalent d'un curé, dans le royaume de Valence) de la paroisse de Sollana, peuplée de "vieux chrétiens". Il compose dans le même temps le Libro de los Milagros del Santo Sacramento (Livre des miracles du Saint-Sacrement), ouvrage composé dans le contexte de la lutte contre les protestants, et publié à Valence en 1592.

### Un militant de l'expulsion des morisques d'Espagne
À sa demande, le dominicain passe ensuite une dizaine d'années dans des paroisses de morisques situées dans la région de la Ribera Baja telles que Ayelo, Alcocer, Gabarda et Corbera. Il complète ainsi ses observations sur les atteintes des morisques à la religion catholique: la dénonciation des blasphèmes des morisques occupe la première partie du traité Defensio fidei in causa neophytorum siue Morischorum Regni Valentiae totiusque Hispaniae (Défense de la foi dans l'affaire des nouveaux-chrétiens du royaume de Valence et de toute l'Espagne) dont Bleda commence la rédaction durant les années 1590. Dans son entreprise, le dominicain a le soutien de l'archevêque Juan de Ribera, lui aussi partisan de l'expulsion des morisques. Il est également soutenu par le comte de Benavente, vice-roi de Valence qui devient en 1603 vice-roi de Naples, et par deux dominicains, Jeronimo Alcocer et Andrès Balaguer, qui rédigent en 1601 une censure favorable de l'ouvrage. Un abrégé du Defensio fidei, en castillan, résumant l'argumentation de l'auteur, circule à la fin des années 1590. Cependant le P. Luis de la Puente, un jésuite qui à cette époque jouit d'une grande autorité morale, déconseille la publication du traité en castillan.
Durant les premières années du règne de Philippe III, le P. Bleda se consacre à la publication de son livre. Il est reçu par Philippe III de passage à Valence en 1599. Deux autres voyages à Rome (1603, 1608) et dix-neuf voyages à la Cour (par exemple à Madrid en 1600, à Valladolid en 1601, puis à Madrid en 1609) témoignent de ses efforts. Mais le voyage à Rome en 1603 est un échec. Le pape Clément VIII fait pression sur Philippe III pour qu'il agisse contre le dominicain : le P. Bleda est confiné dans les États de la couronne d'Aragon.
Les confesseurs royaux (toujours choisis parmi les dominicains à cette époque), Gaspar de Cordoba puis Diego de Mardones, très réticents à l'égard de l'idée d'expulser les morisques, ont peut-être joué un rôle dans l'insuccès des voyages répétitifs de Bleda à la Cour en 1600 et 1601. C'est à partir de 1607 que le P. Jaime Bleda sort de la marginalité, fort du soutien de l'archevêque Juan de Ribera et du vice-roi de Valence, le marquis de Caracena. Le nouveau confesseur de Philippe III, le dominicain Luis de Aliaga, est lui aussi favorable à l'expulsion des morisques. L'autorisation royale de publication n'est donnée que le 14 novembre 1609, alors que la décision d'expulser les morisques, prise le 4 avril 1609, est déjà en cours d'exécution. Comme l'avait conseillé Bleda, l'expulsion commence par les morisques de Valence.
Jaime Bleda, l'un des plus virulents avocats de l'expulsion des morisques, a consacré vingt années de sa vie à militer pour cette mesure. Ses violentes diatribes contre les morisques font de lui l'une des figures les plus détestées de l'historiographie morisque. Anne-Marie-Joseph-Albert de Circourt, un historien français du XIXe siècle, évoque ainsi le dominicain : 
"(...) On disait à l'infatigable dominicain, qui, toujours sur la route de Valence à Madrid ou de Madrid à Rome, ne voyageait qu'avec des volumes de dénonciations, on lui disait : 'De quoi vous mêlez-vous ? Le pape connaît leurs mœurs, le roi ne les ignore pas, les évêques et les inquisiteurs les voient et se taisent ; laissez-les donc tranquilles !' On le força d'ôter de ses livres des passages qui excitaient la haine des Morisques. A en juger par ceux qui restent, les passages supprimés devaient être d'une violence révoltante. Aussi Bleda disait-il: 'On doit repousser des conseils qui s'occupent des Morisques, les seigneurs, leurs parents et les femmes, n'y admettre que des ecclésiastiques (...)."
Les travaux récents montrent que le P. Bleda puise ses arguments dans l'arsenal élaboré au fil des siècles par l'Eglise pour combattre les dissidences. Sa proposition d'expulser les morisques se présente comme relativement modérée par rapport à la peine de mort que, selon le droit canon et civil, le prince chrétien pourrait infliger aux morisques en raison de leur apostasie et de leur trahison. Bleda démontre ainsi que le roi pourrait légalement exterminer les morisques. Cette vision de l'expulsion comme une peine plus clémente que cruelle est partagée par d'autres conseillers de Philippe III.

## Œuvre
- Libro de la Archicofradia de la Minerva en el qual se escriben mas de cien milagros del Santissimo Sacramento del Altar, Valencia, Ioan Navarro, 1592.
- Quatrocientos milagros y muchas alabanzas de la Santa Cruz, Valencia, P. P. Mey, 1600.
- Defensio fidei in causa neophytorum sive Morischorum regni Valentiae totiusque Hispaniae, auctore P. F. Jacobo Bleda... ejusdem tractatus de justa Morischorum ab Hispania expulsione, Valencia, J. C. Garriz, 1610[5].
- Coronica de los moros de España, dividida en ocho libros, Valencia, F. Mey, 1618.
- Vida y milagros del glorioso S. Isidro en labrador, hijo, abogado y patron de la real villa de Madrid (...) va a la fin un tratado de la vida y milagros de la sierva de Dios Maria de la Cabeça, Madrid, Tomas Iunti, 1622.